# هاوکسبری
هاوکسبری (به انگلیسی: Hawkesbury) یک شهرک در کانادا است که در شهرستان‌های پرسکات و راسل واقع شده‌است.

## خصوصیات
هاوکسبری ۹٫۴۶ کیلومترمربع مساحت و ۱۰٬۵۵۱ نفر جمعیت دارد و ۳۳ متر بالاتر از سطح دریا واقع شده‌است.

## نگارخانه

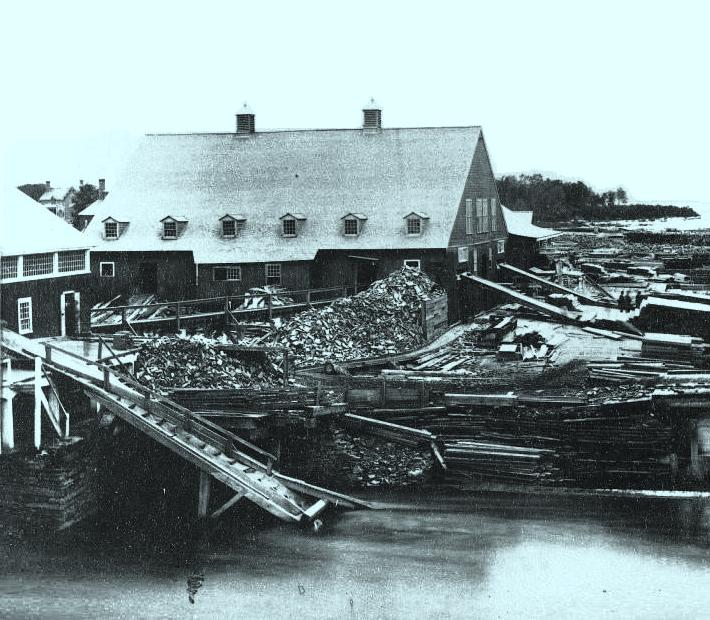
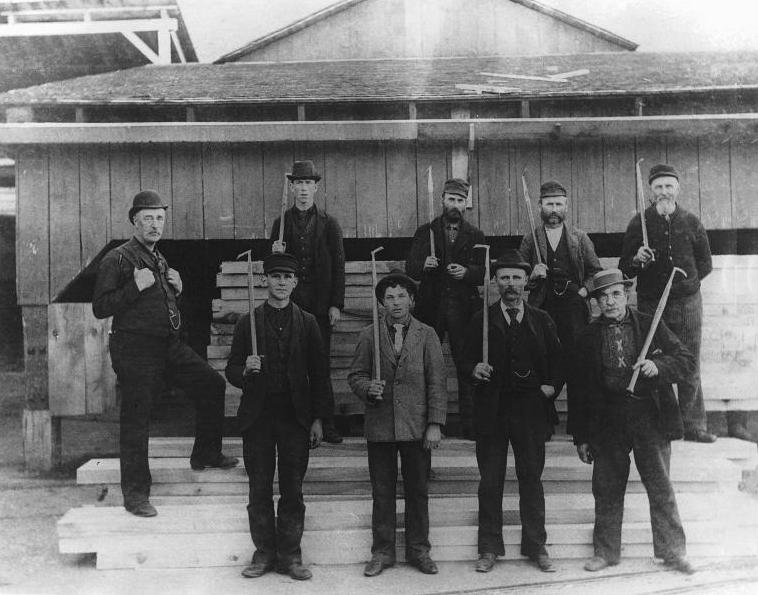